# Odhise Paskali
Odhise Paskali, né le 22 décembre 1903 à Përmet en Albanie et décédé le 13 septembre 1985  à Tirana, est un artiste albanais.

## Biographie
Paskali a réalisé la statue de Skanderbeg située devant le Palais des nations à Genève. Il a réalisé la Statue équestre de Skanderbeg située sur la place centrale de Tirana, inaugurée en 1968.   